# Mastery learning
Il mastery learning è una metodica didattica che valorizza la componente motivazionale dell'apprendimento, il cosiddetto apprendimento per padronanza. Il suo principale sostenitore e sviluppatore è lo psicologo dell'educazione Benjamin Bloom, sebbene il primo a proporla sia stato John Carroll.

## Presupposti
Egli parte dal presupposto che tutti gli studenti possono imparare una materia se l'insegnante si adopera per fornire loro:
- tempo necessario;
- adeguata motivazione;
- valorizzazione del vissuto di ciascuno per far progredire l'individuo e il gruppo;
- attenzione alla dimensione affettiva ed emozionale dell'apprendimento al pari della dimensione cognitiva, nell'orientare e motivare l'allievo;
- stimolare la curiosità per motivare ad apprendere.

## Metodologia
L'insegnamento\apprendimento si verifica nei seguenti passaggi:
- analisi e scomposizione del compito: l'insegnante\tutor parcellizza le informazioni in modo da renderle facilmente assimilabili, controllando le conoscenze di base per affrontare il successivo stadio di apprendimento;
- aumento progressivo dell'autonomia dello studente;
- gratificazione con premi a fronte di risultati positivi;
- cambiamenti di rotta laddove i risultati ottenuti non siano quelli sperati.